# Robert Heitz
Marie Charles Robert Heitz (* 3. August 1895 in Zabern, Reichsland Elsaß-Lothringen; † 14. November 1984 in Straßburg) war ein französischer Jurist, Maler, Journalist und Politiker elsässischer Herkunft.

## Leben
Als Sohn einer wohlhabenden Handwerker-Familie ging Robert Heitz in Zabern zur Schule. Nach dem Tod des Vaters zog seine Mutter nach Straßburg, wo sie familiäre Beziehungen hatte. Er schloss hier das Gymnasium ab und begann ein Jura-Studium. 1915 wurde er zum Deutschen Heer eingezogen, das Reichsland Elsaß-Lothringen war Teil des Deutschen Kaiserreiches. Wegen einer Krankheit (Typhus-Fieber) wurde er nicht im Kampf, sondern als Sanitäter in Straßburg eingesetzt. Nach der Revolution vom 9. November 1918 engagierte er sich in den revolutionären Soldatenräten im Elsass. 1924 wurde er Mitglied der Action française, einer rechtsradikalen politischen Gruppe, die Krisen der Dritten Französischen Republik stießen ihn ab. Als Maler stand er der Groupe de Mai  (Mai-Gruppe) nahe, eine Vereinigung Elsässer Maler, die in Straßburg und Paris ausstellten, und später diversen anderen, kurzlebigen Künstlervereinigungen. Ab 1920 arbeitete er für die Sozialversicherung Elsass-Lothringen (Assurances sociales d'Alsace-Lorraine) als juristischer Berater, später als Direktor. Ab 1921 veröffentlichte er Kunstkritiken in der Zeitschrift La Vie en Alsace (Das Leben im Elsass) und nach deren Ende ab 1928 im Journal de l’Est (Journal für den Osten (Frankreichs)). Nach der Besetzung Frankreichs 1940 unterstützte er den Widerstand (Résistance) und kämpfte gegen Deutschland im Untergrund. Er wurde mehrmals verhaftet, konnte fliehen und wurde 1942 zum Tode verurteilt. Dank des Einspruchs von Philippe Pétain wurde er begnadigt und überlebte den Krieg. Nach dem Krieg arbeitete er wieder bis 1962 für die Sozialversicherung und er gründete die Vereinigung Artistes indépendants d'Alsace (Unabhängige Künstler des Elsass), die er bis 1972 leitete. Sein Cousin Gaston wurde Bürgermeister von Saverne und Robert schrieb für ihn Reden und Entwürfe. Robert wurde Gemeinderat in Straßburg und traf den General Charles de Gaulle mehrmals, mit dem er über die Sozialversicherung sprach.

## Maler und Schriftsteller
Heitz begann als Autodidakt in Zabern mit Landschaftszeichnungen und Porträts. Während des Kriegs malte er nach Vorlagen von Claude Lorrain, Jean-Jacques Henner, Antoine Watteau und Alexandre-Évariste Fragonard, die er aber nicht schätzte.
Nach dem Krieg nahm er Unterricht bei Marguerite Jaeggi-Forrer  und Kurse in der Académie de la Grande Chaumière in Paris. Während eines Aufenthalts in Rom 1920 wurde er von Giorgio de Chirico lobend erwähnt, dies ermunterte ihn, mit der Malerei fortzufahren.
Ab 1920 malte er in impressionistischer Manier Arbeiter- und Soldaten-Szenen. 1924 gründete er mit 4 anderen Malern die Gruppe der Fünf, deren Stil im Gegensatz zur Groupe de Mai stand, die im Stil Cézannes malten. Sie stellten in Paris in der Galerie Berheim-Jeune aus. 1926 verbrachte er einige Wochen in Paris, um nur seiner Malerei zu leben, gab aber enttäuscht auf und wandte sich wieder seinem Brotberuf als Jurist zu. Ab 1928 wandelte sich sein Stil zum Surrealismus. Nach 1931 malte er vermehrt religiöse Szenen, um schließlich ab 1934 wieder zum Impressionismus zu finden. Nach dem Krieg malte er wieder religiöse und mythologische Motive, oft mit kräftigen Farben. Unter Weblinks findet man Beispiele seiner Bilder aus allen Perioden.
Auswahl seiner Veröffentlichungen, die Bücher: 1928 - Petite histoire de l’autonomisme alsacien (Eine kurze Geschichte der elsässischen Autonomie), 1939 - Le Groupe de Mai, dixième anniversaire 1919-1939 (Zehnter Jahrestag der Mai Gruppe), 1939 - Julien l’Apostat. Roman alsacien, 1946 - A Mort (Souvenirs), (Zum Tode, Autobiografie), 1953 – Mon Ami Hans (Mein Freund Hans), 1963 - Souvenirs de jadis et de naguère (Erinnerungen an Vergangenes und Kürzliches).

## Ehrungen
- Das Musée des Beaux-Arts de Strasbourg (Museum der Schönen Künste in Straßburg) benannte die Galerie der Wechselausstellungen nach ihm.[5]
- Er erhielt nach dem Zweiten Weltkrieg das Offizierskreuz der Ehrenlegion für seinen Einsatz im Widerstand.[2]